# Happy Christmas 1969
Happy Christmas 1969 (englisch Glückliche Weihnachten 1969) ist eine Flexi-Disk der britischen Band The Beatles, die der Fanclub der Band am 19. Dezember 1969 exklusiv an seine Mitglieder versandte. Es war die siebte und letzte Weihnachtssingle der Beatles.

## Hintergrund
Happy Christmas 1969 war die zweite Weihnachtssingle der Beatles, die doppelseitig abspielbar ist, die separat aufgenommen wurde und an der George Martin als Produzent nicht mehr beteiligt war.
Am 20. September 1969 unterzeichneten John Lennon, Paul McCartney und Ringo Starr in London einen neuen Tantiemen-Vertrag mit der EMI und Capitol Records. Als McCartney während des Treffens eine Reihe weiterer Beatles-Konzerte vorschlug, erklärte Lennon seinen Ausstieg aus der Gruppe, den er aber auf Wunsch von Allen Klein nicht publik machte. Paul McCartney sollte im Dezember mit den Aufnahmen seines ersten Soloalbums McCartney beginnen. Trotzdem stellten alle vier Beatles einen Beitrag für die Weihnachtssingle zur Verfügung.
Den längsten Beitrag steuerten John Lennon und seine Ehefrau Yoko Ono bei, die durch ihr Anwesen in Tittenhurst Park schlendern und ein gegenseitiges Interview führen, das von ihren Lieblingsspeisen bis zu ihrem Platz im kommenden Jahrzehnt reicht. Beide singen noch ein eigens komponiertes Weihnachtslied, das an Comedy erinnert, es folgen weitere musikalisch unterlegte Weihnachtswünsche und angesungene Weihnachtslieder von Lennon.
Paul McCartney singt ein neu komponiertes Weihnachtslied mit dem Titel This Is to Wish You a Merry, Merry Christmas und wünscht allen ein frohes Weihnachtsfest und ein frohes neues Jahr.
Ringo Starr singt ebenfalls ein kurzes Lied zur Gitarrenbegleitung, fügt Weihnachtswünsche hinzu und macht Werbung für den Spielfilm Magic Christian, in dem er und Peter Sellers die Hauptrollen spielen.
George Harrison trägt nur eine einzige Zeile bei, die nur wenige Sekunden lang ist.

## Aufnahmen
Jeder Beatle nahm seinen Part im November/Dezember 1969 alleine auf, überwiegend zu Hause, George Harrison nahm seinen Beitrag im Apple Büro auf. Anschließend übergaben sie die Bänder an Kenny Everett, einen populären Radio-DJ bei BBC Radio 1. Die Dialoge und Lieder für die Flexi-Disk wurden von Everett geschnitten und zusammengefügt. Everett fügte noch diverse Soundeffekte und Geräusche hinzu sowie Ausschnitte des Beatles-Liedes The End. Auf der Coverrückseite wird Everett mit seinem Geburtsnamen Maurice Cole erwähnt.
Besetzung:
- John Lennon: Sprache, Mellotron, Gesang
- Paul McCartney: Akustikgitarre, Gesang, Sprache
- George Harrison: Sprache
- Ringo Starr: Sprache, Akustikgitarre, Gesang
- Yoko Ono: Sprache

## Cover
Ringo Starr war für die Gestaltung des Schallplattencover verantwortlich. Die Rückseite des Covers zeigt Zeichnungen von seinem Sohn Zak Starkey.

## Titel
Seite 1
1. John Lennon und Yoko Ono: Happy Christmas – Dialog
2. George Harrison: Wonderful Christmas
3. Ringo Starr: Lied
4. The End
5. John Lennon und Yoko Ono: Dialog
6. Paul McCartney: This Is to Wish You a Merry, Merry Christmas (Lied) – Weihnachtswünsche

Seite 2
1. John Lennon und Yoko Ono: Dialog
2. John Lennon und Yoko Ono: Lied
3. Ringo Starr: Merry Christmas / Hinweis auf Magic Christian und Weihnachtswünsche
4. John Lennon und Yoko Ono: Dialog
5. Finale

## Veröffentlichungen
- Am 19. Dezember 1969 wurde die Flexi-Disk an die Mitglieder des Beatles-Fanclubs versandt. Die Herstellerfirma war Lyntone Recordings.
- Eine weitere Veröffentlichung der Aufnahme fand am 18. Dezember 1970 statt, als sie gemeinsam mit allen weiteren Weihnachtsaufnahmen auf dem Album The Beatles Christmas Album erschien, das ebenfalls nur an Fanclubmitglieder versandt wurde.
- Am 15. Dezember 2017 wurden erstmals offiziell Nachpressungen der sieben britischen Weihnachtssingles in einer limitierten Box mit dem Titel Happy Christmas Beatle People! veröffentlicht. Statt als Flexidiscs wurden sie auf buntem Vinyl gepresst, das Artwork wurde den Originalcovern nachempfunden. In den Liner Notes sind unter anderem die damaligen Begleitschreiben der Beatles an die Fanclubmitglieder abgedruckt.[1]